# Österreichischer Fußball-Bund
Österreichischer Fußball-Bund (ÖFB, do 1926 Österreichischer Fußball-Verband – ÖFV) – ogólnokrajowy związek sportowy (stowarzyszenie), działający na terenie Austrii, posiadający osobowość prawną, będący jedynym prawnym reprezentantem austriackiej piłki nożnej. Powstał 18 marca 1904. Od 1908 członek FIFA.

## Polskie kluby w AZPN
W 1910 członkami ZPN zostały polskie kluby z Galicji m.in. Cracovia, Czarni Lwów, Pogoń Lwów i Wisła Kraków. Także wskutek ich żądań ÖFV przekształcił się w federację krajowych związków piłki nożnej. Decyzję o tych przemianach ogłoszono w kwietniu 1910. Intensywne starania i negocjacje między zainteresowanymi stronami doprowadziły w 1911 do przekształcenia ÖFV w federację grupującą pięć związków z następujących krajów:
- Czechy
- Dolna Austria
- Galicja
- Morawy-Śląsk
- kraje alpejskie

Poza AZPN z przyczyn politycznych zdecydowały się pozostać czeskie kluby, a Czechy i Morawy reprezentowały tylko kluby niemieckie. Galicję reprezentował Związek Polski Piłki Nożnej. Poszczególne związki przeprowadzały własne mistrzostwa kraju. Nie mogły jednak zostać bezpośrednio członkami FIFA, z powodu obowiązującej w tej organizacji zasady jedno państwo-jeden związek (z wyjątkiem Wielkiej Brytanii, co było uzasadnione historią rozwoju futbolu). Miejsca we władzach AZPN rozdzielano proporcjonalnie do liczebności związków.